# Луддизм

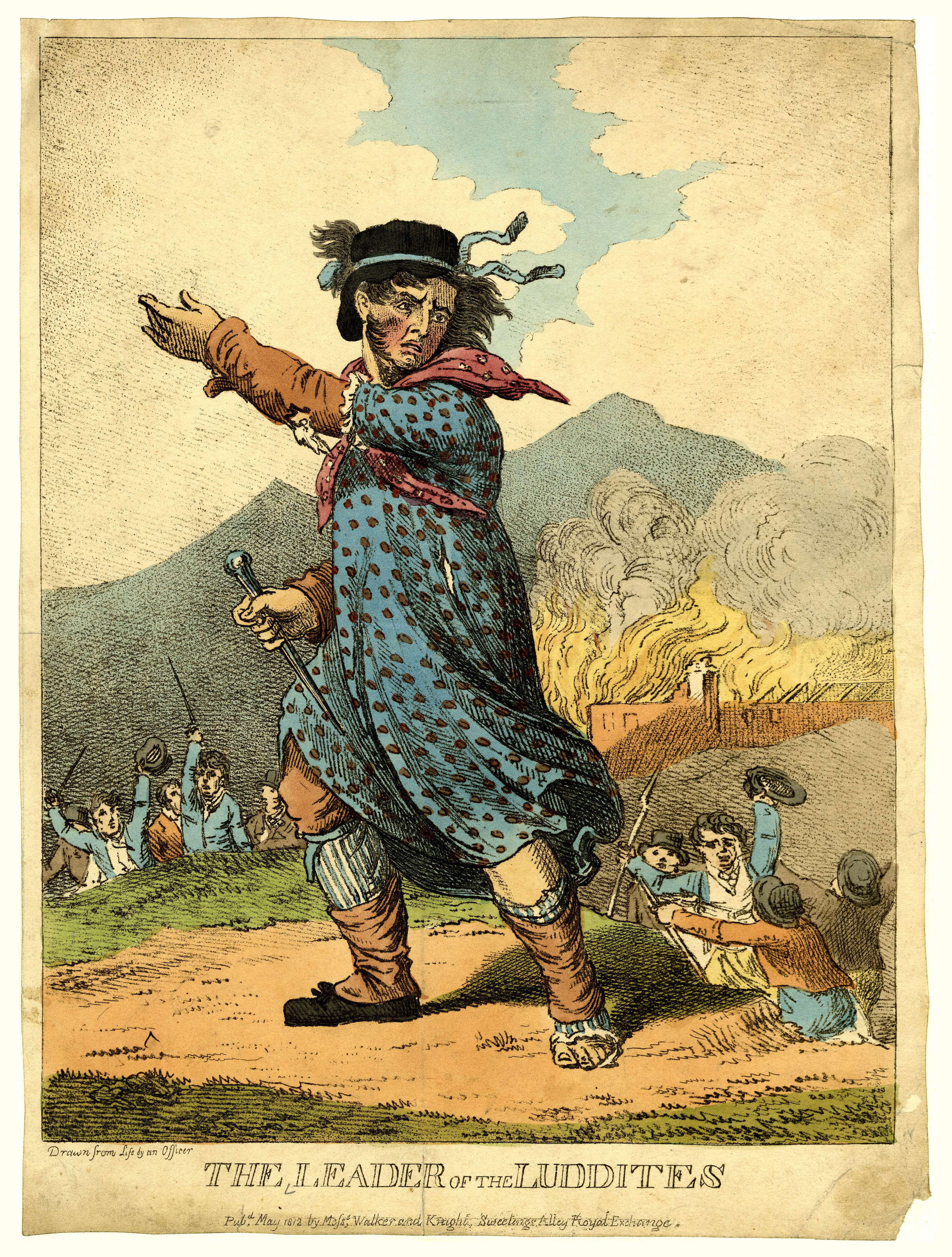
Лідер луддизму, гравюра 1812 рік

Луддизм (англ. Luddites, [ˈlʌd.aɪts]) — термін, що утвердився в літературі, на позначення перших стихійних виступів робітників мануфактур (наприкінці 18-го — на початку 19 ст.) проти впровадження машин і капіталістичної експлуатації у Великій Британії.
Назва «Луддизм» походить від імені легендарного підмайстра Неда Лудда (англ. Ludd), який зруйнував свій верстат. Розгортання руху луддитів було викликано розоренням ремісників та робітників мануфактур в ході промислового перевороту. Луддизм став специфічною формою боротьби робітників проти неналежних умов праці, низької заробітної плати, безробіття, що пов'язувалось у свідомості учасників руху із введенням машин.
Виступи луддитів почалися у Ноттінгемі та Шеффілді (наприкінці 60-х років 18 ст.). Наприкінці 70-х — на початку 90-х років бунти проти машин поширилися на Ланкашир, Вілтшир та низку інших графств.
Потужний підйом руху луддитів відбувався наприкінці 1811 — на початку 1813 років. Масові руйнування машин (а іноді й цілих фабрик) мали місце в Арнолді, Ноттінгемі, Лідсі, Шеффілді, Манчестері та інших містах. Луддити проводили таємні збори та тренування, а іноді навіть засилали шпигунів до ворожих лав.
Переляканий парламент кинув проти бунтівників війська. У 1812 вдруге (вперше в 1769) була введена смертна кара за руйнування машин. За псування машин 17 луддитів стратили, тисячі — відправили в заслання до колоній.
Останні великі спалахи луддизму відбулися протягом 1816—1820 років.

## Етимологія
Ім'я Луддит (/ˈlʌdaɪt/) зустрічається в працях руху ще в 1811 році. Рух використовував епонім Неда Лудда, апокрифічного учня, який нібито розбив дві рамки для панчіх у 1779 р. після того, як його розкритикували і наказали змінити свій метод. Його ім'я часто згадується як капітан, генерал або король Ладд. У різних версіях легенд його резиденція знаходиться в Ансті, поблизу Лестера, або в Шервудському лісі, як у Робіна Гуда.